# Tscherwona Sloboda (Tscherkassy)
Tscherwona Sloboda (ukrainisch Червона Слобода; russisch Червоная Слобода Tscherwonaja Sloboda) ist ein Dorf in der zentralukrainischen Oblast Tscherkassy mit etwa 8000 Einwohnern (2023).

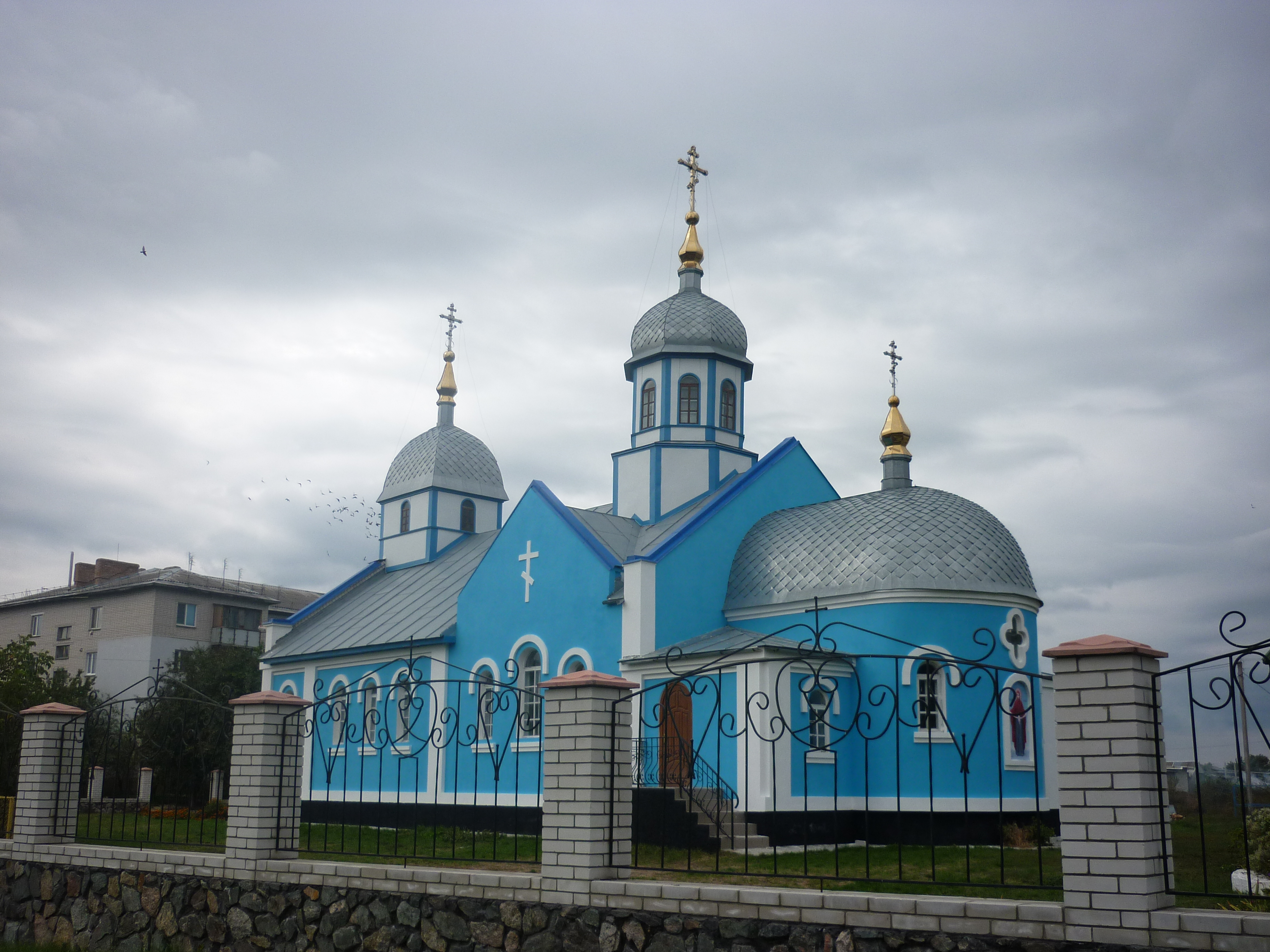
Kirche im Dorf

Das 1648 erstmals erwähnte Dorf hieß bis 1923 Zarska Sloboda (Царська Слобода), es grenzt im Nordwesten und Westen an das Stadtgebiet der Oblasthauptstadt Tscherkassy und im Nordosten an das Südufer des zum Krementschuker Stausee angestauten Dnepr. Durch Tscherwona Sloboda verläuft die Regionalstraße P–10.

## Verwaltungsgliederung
Am 12. Juni 2018 wurde das Dorf zum Zentrum der neugegründeten Landgemeinde Tscherwona Sloboda (ukrainisch Червонослобідська сільська громада/Tscherwonoslobidska silska hromada), zu dieser zählen auch die Dörfer Chutory, Netschajiwka und Werhuny, bis dahin bildete es die gleichnamige Landratsgemeinde Tscherwona Sloboda (Червонослобідська сільська рада/Tscherwonoslobidska silska rada) im Zentrum des Rajons Tscherkassy.
Folgende Orte sind neben dem Hauptort Tscherwona Sloboda Teil der Gemeinde:
| Name                     | Name       | Name                    |
| ukrainisch transkribiert | ukrainisch | russisch                |
| ------------------------ | ---------- | ----------------------- |
| Chutory                  | Хутори     | Хутора (Chutora)        |
| Netschajiwka             | Нечаївка   | Нечаевка (Netschajewka) |
| Werhuny                  | Вергуни    | Вергуны (Werguny)       |